# Канич Анна Михайлівна
Анна-Ольга Михайлівна Канич (нар. 23 лютого 1928, Львів) — українська поетеса-піснярка, педагог, заслужений діяч мистецтв України (2008). Мешкає у Львові. У творчому доробку львівської поетеси та піснярки близько 300 пісень, декілька аудіодисків, а також дев'ять книжок: збірки поезій «Неопалима купина» (1993 р.), «Львівські рапсодії» (2003 р.), «Молюся за Україну» (2006 р.), автобіографічна повість «Волошки серед терну» (2000 р.), поетична збірка для дітей «Пісні серця — юним талантам» (2003 р.), збірка інтимної лірики та пісень «Коли співає тиша» (2005 р.), збірка пісень «Музика рідного краю» та збірка оповідань для дітей «Жовтенька грушка та інші оповідки Нуни» (2008 р.), збірка пісень «Журавлині пісні» (2015 р.).

## Життєпис
Народилася 23 лютого 1928 р. в м. Львові в родині української інтелігенції. Її мати, Ших Анастасія Данилівна, з 13 років виховувалася у родині особистого лікаря І. Франка — доктора Броніслава Овчарського, а батько — горянин, лірик і водночас гуморист, у минулому австрійський офіцер, працював експедитором у приватній фірмі.
Закінчила філологічний факультет Львівського державного університету ім. Івана Франка. 
Виростала майбутня письменниця на вулиці Утіха. Про вулицю свого дитинства Анна Михайлівна згадувала неодноразово у своїх творах.
|  | Утіха моя – мила вулиця Львова, Зелена – як рута, пряма – як стріла, Мені дарувала любов, дзвінку мову І вдачу веселу в придане дала. |

Навчалася Анна Канич в українській школі «Імені Князя Лева», яка згодом стала школою № 37. У 1945 році поступила до Львівського університету ім. І. Франка, який успішно закінчила у 1950 і 38 років працювала вчителькою української мови та літератури, з них 14 років — у виправній колонії для неповнолітніх. Про цей період праці письменниця згодом напише у своїй художньо — документальній повісті «Волошки серед терну» (2000).

## Творчість
Як поетеса-піснярка відома в Україні і далеко за її межами. Тридцять років тому український композитор Анатолій Кос-Анатольський звернув увагу на вірш Анни Михайлівни «Метелиця» і поклав його на музику. Пісню першою виконала Марія Байко, народна артистка України.
Нині у творчому доробку поетеси — біля трьохсот пісень, які виконують дитячі ансамблі «Дзвіночок», «Щасливе дитинство», «Писанка», «Галицька перлина», популярні ансамблі «Смерічка», «Ватра»,"Арніка", «Галичина», «Мальви», «Соколи» , «Орфей» та інші.
На слова Анни Михайлівни Канич писали музику  Анатолій Кос-Анатольський, Володимир Івасюк, Ігор Білозір, Сергій Петросян, Олександр Щеглов, Роман Хабаль, Юрій Варум, Остап Савко, Назар Савко, Віктор Камінський, Марія Помірча, Віталій Кобринович, В'ячеслав Дікшин, Любомир Тизьо, Лілія Кобільник, Сергій Котовський, Любомир Кончаківський, Анатолій Шепель та інші.
У 1995 році автори пісні «Соломія» — Анна Канич і народна артистка України Марія Шалайкевич на міжнародному фестивалі «Пісенний вернісаж» були відзначені найвищою нагородою — гран-прі.
На піснях Анни Канич здобули популярність десятки естрадних виконавців. Майже 25 років тривала творча співпраця з відмінником освіти Лесею Салістрою, яка виплекала цілу зіркову плеяду на естрадній ниві. Тепер пісні Анни Канич співають лауреати конкурсів естрадної пісні 2003—2005 років Марія Крумшин, Таня Гринчишин, Ігор Кобрин, Соломія Григор'єва, Юліана Левко, Оля Вовк, Олег Данилюк, Назар Тимошицький, а також автори музики й виконавці Наталка Кулинич, Олесь Коваль та Олеся Олекшій.
У 1993 році Анна Михайлівна видала свою першу збірку «Неопалима купина», у яку увійшло майже сто пісень. «Неопалима Купина» із передмовою поета Миколи Петренка вийшла небувалим на той час накладом у 7 тис. примірників. Тираж успішно розпродався. Потім з'являються на світ збірки «Пісні серця — юним талантам» і «Львівські рапсодії», ще через деякий час виходять збірки уже з нотами: «Коли співає тиша», «Молюсь за Україну», «Музика рідного краю», «Журавлині пісні». Анна Канич пише також оповідання, казки, повісті, деякі з них увійшли до  дитячої збірки «Жовтенька грушка та інші оповідки Нуни".
З 2003 року Анна Канич є членом Національної спілки письменників України.

## Відзнаки
Кавалер ордена Королеви Анни Ярославни.
За вагомий особистий внесок у розвиток художньої культури та багаторічну плідну літературну діяльність Президент України Віктор Ющенко у 2008 році присвоїв львівській поетесі Анні Канич почесне звання «Заслужений діяч мистецтв України».

## Твори
1. Неопалима купина [Текст]: пісні Анни Канич / А. Канич. — Львів: Каменяр, 1993. — 110 с.: іл.
2. Канич, А. М. Волошки серед терну [Текст]: худож.-докум. повість / А. М. Канич; післяслово П. Лехновського; худож. оформл. Г. І. Кадюк. — Львів: Каменяр, 2000. — 133 с.: іл.
3. Канич, А. Пісні серця — юним талантам [Текст]: ілюстров. Збірник / А. Канич; худож. оформл. Х. Рейнарович. — Львів: Аверс, 2003. — 72 с.
4. Канич, Анна. Молюсь за Україну [Текст]: збірка пісень / А.Канич. — Львів: Каменяр, 2006. — 94 с.: іл.
5. Канич, А. Жовтенька грушка та інші оповідки Нуни [Текст] / А. Канич; худож. Х. Рейнарович. — Львів: Сполом, 2008. — 103 с.: іл.
6. Канич, А. М. Музика рідного краю [Текст]: пісні / А. М. Канич. — Львів: Сполом, 2008. — 100 с.
7. Канич, Анна. Марш юних футболістів [Текст] : [пісня] / А.Канич; муз. Л.Думи // Світ дитини. — 2003. — № 2. — С.12.
8. Канич, Анна. Юні українці [Текст] : [пісня] / А. Канич; муз. В. Кобриновича // Світ дитини. — 2008. — № 2. — С. 13.

Про життя і творчість
1. Лемик, Л. Пісні серця [Текст] / Л. Лемик // Світ дитини. — 2003. — № 2. — С.11-12.
2. Петренко, М. Анна Канич [Текст] / М. Петренко // Світ дитини. — 2008. — № 2. — С. 13.

Вебліографія
1. Анна Канич-пісні, біографія [Електронний ресурс] // Українські пісні (тексти, акорди, mp3). — Режим доступу: [недоступне посилання з липня 2019];— Назва з екрану.
2. Поэтесса Анна Канич стала заслуженным деятелем искусств Украины [Електронний ресурс] // Ліга. Новости. — Режим доступу:;— Назва з екрану.
3. Львівська поетеса Анна Канич стала заслуженим діячем мистецтв [Електронний ресурс] // Львівський портал. — Режим доступу: [недоступне посилання з липня 2019];— Назва з екрану.
4. Львівська піснярка Анна Канич пише нові альбоми і книжки, цікаві для молодих виконавців [Електронний ресурс] // ZIK: сила інформації. — Режим доступу: [недоступне посилання з липня 2019];— Назва з екрану.
5. Анна Канич: «Пісні-одноденки — для ніг, а не для серця» [Електронний ресурс] // Високий Замок -інтернет версія. — Режим доступу:;— Назва з екрану.